# SN 2010gt
SN 2010gt – supernowa odkryta 2 sierpnia 2010 roku w galaktyce E187-G21. W momencie odkrycia miała maksymalną jasność 18,00m.